# Pierre Charlot
Pour les articles homonymes, voir Charlot (homonymie).
Pierre dit Carolus ou Charlot ou Pierre Ier Charlot, fils naturel de Philippe-Auguste et d'« une certaine dame d'Arras », né entre 1205 et 1209, décédé le 9 octobre 1249. Il fut évêque (de 1240 à 1249) et comte de Noyon, pair de France.
Malgré sa naissance illégitime, son père obtint in indult (par indulgence) du pape Honorius III l'autorisation à détenir des bénéfices ecclésiastiques. Il eut pour précepteur Guillaume le Breton qui lui dédia sa "Philippide", après la mort de son père, sous le titre Petro Karloto Philippi regis Francorum filio. 
En 1232, il fut nommé trésorier de l'église Saint-Martin de Tours et se fit dispenser de l'obligation d'y résider, ceci pour lui permettre de poursuivre des études de théologie. Il fut titulaire en 1235 des offices de trésorier de Saint-Frambaud de Senlis et de Saint-Fursy de Péronne. Le pape lui conféra le sous-diaconat et il fut nommé évêque de Noyon en 1240. Il fut choisi en 1243 avec Robert de Cressonsacq, l'évêque de Beauvais, pour clore le différend qui existait entre le chapitre de Noyon et le seigneur Simon de Nesle. Il fut aussi chancelier de Charles Ier de Sicile. Ayant accompagné le roi Louis IX à l'occasion de la septième croisade en Terre sainte, il mourut lors d'un naufrage vers Damiette et fut inhumé dans le chœur de la cathédrale de Noyon.